# إدوارد جي. سميث (سياسي)
إدوارد جي. سميث هو سياسي أمريكي، ولد في 1 مايو 1927 في نيو هيفن في الولايات المتحدة، وتوفي في 1 سبتمبر 2010. نشط حزبياً في الحزب الديمقراطي. وقد انتخب عضو مجلس نواب رود آيلاند ‏.